# 작가주의 영화
작가주의 영화에 대해 설명한다.
프랑수아 트뤼포가 <카예 뒤 시네마>에서 <프랑스 영화의 한 경향>이라는 글을 발표하면서 등장. 트뤼포는 당시에 단지 장인수준에 머물렀던 프랑스 일부 감독들, 르누아르, 브레송, 막스 오풀스, 장 콕토 등과 같은 감독들에게 작가라는 호칭을 붙이기 시작했다.
헐리우드에서 B급영화를 찍던 감독들을 '재발견'하게 되면서 그들을 작가라고 부르게 된다.

## 프랑스 누벨바그
1950년대 말에 등장한 프랑스 영화의 새로운 흐름. 당대 틀에 박힌 주류영화에 대한 반작용으로 새로운 경향의 영화 운동, 즉 누벨 바그 Nouvelle Vague 운동이 시작.
누벨 바그의 특징
1. 문학에 의존한 각색영화와 엄청난 물량을 투입한 시대물 등을 거부하고 저예산으로 영화 제작.
2. 이를 위해 감독이 직접 시나리오를 쓰게 되면서 감독의 개인적 창작의 논리가 강조되었고, 내러티브의 전개에 있어 기승전결 식의 잘 짜여진 구성을 거부.
3. 고급문학의 각색 피하고, 삼류소설에 의존하길 좋아함.
4. 대중들이 선호하는 스타의 기용 기피.
5. 프랑스 영화의 상징주의 사라짐.
6. 영화감독들에게 중요한 것은 자기를 표현하는 것.
7. '지금 여기'에서 벌어지는 젊은이들의 이야기를 다룸.
8. 누벨 바그는 당대의 풍속을 증언할 뿐 정치 사회적인 내용과 무관함.

누벨 바그 운동의 배경
1. 1953년 이후 프랑스 정부의 사전제작지원금 제공. 이로 인해 그때까지 잘 알려지지 않았던 젊고 재능 있는 감독들에게 영화제작의 기회가 주어짐. 이로써 누벨 바그라는 새로운 영화 운동이 발전하게 되고 새로운 감독들이 영화판을 차지하게 됨.
2. 필름, 카메라, 녹음기자재 등 기술의 발달. 야외촬영과 그에 따른 즉흥연출, 여러 실험적인 요소들이 영화에 도입.
3. 제작자들이 젊은 영화 작가들에게 몰려듦. 흥행성과 예술성을 동시에 보장한다는 사실이 제작자들에게는 커다란 장점으로 작용. 재능을 인정받은 젊은이들에게 영화를 찍을 수 있는 모든 조건들이 제공됨.

주요 감독과 작품
- 로제 바딤 <그리고 신은 여자를 창조했다>(1956)
- 클로드 샤브롤 <미남 세르쥬 1959>, <사촌들 1959>
- 프랑수아 트뤼포 <400번의 구타 1959>, <피아니스트를 쏴라 1960>, <쥴 앤 짐 1961>
- 장뤼크 고다르 <네멋대로 해라 1959>, <중국 여인 1967>, <주말 1967>
- 아녜스 바르다 <짧은 송곳 1954>

## 프랑수아 트뤼포
Francois Roland Truffaut. 1932년 2월 6일 파리 출생.
쥴 앤 짐(Jules et Jim)
- 누벨바그 영화. 카메라의 움직임, 우아하고 부드러운 패닝, 미디엄 롱 쇼트, 딥 포커스, 뛰어난 서정성 등은 모두 르누아르 영화의 영향.

- 트래킹, 패닝 쇼트가 대담해지고, 와이드 스크린 영화의 도입으로 공간적으로 확대, 희비극의 테마는 영화에서의 모던의 주요 시기(1920, 1960년대)를 연결시켰다.[1]

## 쥴 앤 짐
- 앙리 피에르 로슈의 자전소설을 각색한 영화. 문학적 보이스 오버와 서정적인 편집, 씌어진 내러티브와 움직이는 이미지가 조화를 이룸.

- 부르주아의 압박의 족쇄를 던져버리는 하이 모던 시대의 보헤미안식 삼각관계를 그리고 있으며, 1960년대의 새로운 감수성, 프랑스의 비판적인 젊은 세대에게서 새롭게 떠오르는 실존적이고 불경스러운 정서 구조 담아냄. 네오 모던, 모던의 부활.

- 양식화된 의상, 자유로운 이동. 트뤼포에게 역사는 전진 운동이며 회귀운동.

- 물결치는 360도 팬은 순환운동을 강화시킨다. 사물이 시간을 통과해 가고, 트리오는 늙어가고, 카트린느가 노년기를 두려워하게 됨에 따라, 이미지와 공간은 그 자체로 반복된다. 같은 집을 방문, 같은 친구를 만나고, 같은 대화를 나누고, 똑같이 갈등 어린 열정을 느낀다.[2]

## 뉴 이탈리언 시네마

### 배경
1. 1950년대 말과 1960년대 초, 이탈리아에서 전쟁의 후유증은 점차 사라지고, 경제가 회복됨. 이탈리아 전역이 산업화와 공업화의 물결.
2. 도시의 번성과 함께 수많은 영화제작자, 감독, 배우들이 로마로 모여듦.
3. 경제 부흥을 배경 삼아 다시 한번 황금기 맞이함.

### 특성
1. 이탈리아 영화의 관심은 농촌에서 도시로, 노동계층에서 부르주아로, 현실에서 개인의 내면으로 변화.
2. 새로운 영화의 감독들은 시대의 궁핍함이나 사회제도의 열악함을 기록하기보다는 인간의 본성과 의사소통의 불가능성, 무기력한 현대인의 삶을 그리는데 주력.
3. 신인 감독들이 새로운 양식들을 선보이며 영화계에 대거 진출: 피에르 파올로 파졸리니, 에르마노 올미, 베르나르도 베르톨루치, 타비아니 형제 등.
4. 혁신적인 테마와 독창적인 스타일로 사회의 여러 문제들을 다양하게 해석.
5. 네오 리얼리즘처럼 느슨한 플롯의 구조 선호.
6. 외부의 객관적인 현실을 진지하게 바라보지만, 직접적으로 현실에 참여하는 대신 그것을 세밀히 관찰함으로써 이전 세대의 위대한 영화들을 초월하고자 함.
7. 프랑스의 누벨 바그 영화처럼 이전 세대와의 극단적인 단절을 선언하기보다는 선배작가들의 고민을 공유하면서 그 전통을 더 세련화시킴.

주요 감독과 작품
- 루키노 비스콘티 <로코와 그 형제들 1960>
- 페데리코 펠리니 <달콤한 인생 1960>, <8과 1/2 1963>
- 미켈란젤로 안토니오니 <정사 1960>, <밤 1961>
- 피에르 파올로 파졸리니 <아카토네 1961>, <마태복음 1964>

## 뉴 저먼 시네마

### 용어
1. 서독에서 60년대 초반 이후 80년대 초까지 대략 20여 년간 영화 부흥을 가져왔던 운동을 지칭.
2. 이 명칭은 기존의 독일 영화와 다른 작업을 추구한 일련의 젊은 감독들에 의해, 침체에 빠진 독일 영화가 소생된 것을 가리킴.
3. 이탈리아 네오리얼리즘이나, 프랑스의 누벨 바그와는 달리, 특정한 양식을 지닌 사조가 아니며, 공통적인 양식을 가진 감독들을 지칭하지도 않는다.

### 뉴저먼 시네마 감독의 특징
1. 1940년 이후에 출생한 전후 세대.
2. 과거 독일의 역사에 비판적인 관점을 지님.
3. 각기 다양한 양식으로 활동하면서 기존의 영화제작 방식을 거부하고 보다 독립적인 제작과 배급 방식을 추구. 자주적인 배급을 위해서 서로 연계.
4. 단편 영화들을 만들며 외국에서 인정을 받은 일련의 젊은 영화인들은 영화의 제작과 영화작품의 혁신을 통해서 돌파구를 찾고자 함.
5. 뉴저먼 시네마의 제1세대

- 1962년 오버하우젠 영화제에 모인 26명의 단편 및 기록영화 감독들, 카메라맨, 영화음악 작곡가 등은 "아버지의 영화는 죽었다"고 외치며, 기존의 영화제작 방식과 미학을 명백히 거부하고, 새로운 관점으로 영화를 만들 것을 선언.

- 알렉산더 클루게, 에드가 라이츠, 페터 샤모니, 보리스 폰 보레스홀름 등.

- 제작방식과 미학에서 '노후하고 문제 많은' 과거의 영화와 명백하게 결별하려는 의지를 표명.

1. 초기 뉴저먼 시네마의 영화인들은 주로 단편과 기록 영화들을 제작.

- 우선적으로 나치 이전 과거의 전통을 회복.

- 현재 사회와 대결.

- 독일 역사문제를 다양한 차원에서 논의.

- 단편과 기록영화들을 통해 희망을 일깨워줌으로써 이후의 극영화 제작에 긍정적 영향 미침.

1. 역사 비판적

- 나치를 경험한 기성 세대를 거부하고자 하는 의식.

- 전쟁을 경험하지 않은 새로운 세대는 60년대 좌파운동의 영향을 받아서 역사비판적 성향을 드러냄.

1. 뉴 저먼 시네마 제 2세대

- 60년대 후반에 젊은 시절을 보낸 학생운동 세대.

- 공통된 역사적 배경 소유. 5월 혁명 세대의 비판적 정치의식을 공유. 과거 역사비판과 더불어 나치 시대에 살았던 부모 세대의 가치관, 권위주의, 가부장적 이데올로기를 배격.

### 뉴 저먼 시네마 작품의 특징
1. 주로 당대의 지식층 관객들과의 소통을 목표로 함. 상업성을 띠지 않음.
2. 근본적으로 할리우드 영화와 자국의 상업영화와 거리를 두고자 함.
3. 뉴 저먼 시네마 감독들이 표방한 '작가영화'에 대한 개념:

- 좌파적 성향의 감독들은 작가영화를 자신들의 사회비판적 입장을 전달하기 위한 무대로 여김.

- 중심적 관심은 내용과 형식, 주제와 태도, 스토리와 양식의 통일로서 미학적 표현이 아닌, 흥미로운 소재.

1. 70년대에 외국의 예술영화관에서 가장 널리 상영되는 영화가 됨.

### 뉴 저먼 시네마의 쇠퇴
1. 70년대 중반 이후 서독 사회가 좌-우의 극한 대립으로 경색되어 가자, 진보적인 분위기가 쇠퇴.
2. 시민들의 정치적 무관심, 1982년 파스빈더의 죽음, 사회민주당의 실각으로 뉴저먼 시네마 퇴조.

### 주요 감독과 영화
- 알렉산더 클루게 <어제의 소녀 1966>, <가을의 독일 1977>
- 장 마리 슈트라우프 <불만 1966>, 폴커 슐렌도르프 <양철북 1979>
- 베르너 헤어초크 <아귀레, 신의 분노 1973>
- 라이너 베르너 파스빈더 <마리아 브라운의 결혼 1978>[3]

## 영국 프리 시네마

### 개념
1. 영국의 영화산업은 1950년대 중반 좌경적인 정치분위기로부터 영국 특유의 사실주의 전통이 부활.
2. 젊은 비평가와 감독들이 주체가 되어 "프리 시네마"라는 다큐멘터리 운동 시작.
3. 프리 시네마 운동에는 "자유에 대한, 인간에 대한, 그리고 일상생활의 중요성에 대한 믿음"이 내재되어 있음.
4. 그들이 주창한 자유란 개인적인 생각을 ‘개인적인 언어로 표현할 수 있는 자유’와 ‘상업적인 제작시스템의 구속으로부터의 자유’를 의미.

### 작품의 특징
1. 독립제작의 방식을 취함.
2. 노동문제나 계급문제를 표출한 것이 주종을 이룸.
3. 영화작가는 현실과 사회를 비판해야 하며, 동시대의 영국 사회를 솔직하게 관찰하고 탐구하는 사회의 논논평자로서 역할을 해야 한다고 주장.
4. 공동체에 대한 관심과 청년문화에 탐닉.
5. 노동계급을 다루되, 전통적인 다큐멘터리에서 노동생활을 보여 준 것과는 달리, 프리 시네마 영화에서는 오히려 여가시간에 초점을 맞춤.
6. 대체로 무정부주의적, 허무적인 태도.
7. 비교훈적, 탐미적인 접근 방식.

### 프리 시네마의 한계
1. 정의와 개념이 뚜렷한 의미를 형성하지 못함.
2. 소수 작가의 개인적인 노력과 작품에만 의존했기 때문에 하나의 유파로서 그 영향력을 지속할 수 없었다.

### 주요 감독과 영화
- 엔더슨 <오, 꿈의 나라 1954>
- 카렐 라이츠 <우리는 램베스의 소년들 1959>
- 토니 리처드슨 <토요일 밤과 일요일 아침 1960>, <꿀맛 1961>
- 스티븐 프리어즈 <나의 아름다운 세탁소 1985>[4]

## 같이 보기
- 독립 영화
- 실험 영화
- 프랑스 영화